# Push Sverige
Push Sverige, av föreningen skrivet PUSH Sverige, är en partipolitisk och religiöst obunden ungdomsorganisation i Sverige som arbetar för social, miljömässig och ekonomisk hållbarhet. Föreningen driver i dagläget nationell opinionsbildning och arbetar med att öka ungas möjligheter till politisk påverkan. Arbetet fokuserar i huvudsak på nationell och internationell klimatpolitik och -policy.  

## Historik
Push Sverige bildades i Stockholm 2013 i samband med Earth hour. Föreningen växte fram ur evenemanget Power Shift för att fungera som ett sammanhållande nätverk för unga hållbarhetsintresserade. Push Sverige skulle sedermera bli moderorganisation till det årliga evenemanget Power Shift. Johanna Lakso valdes till föreningens första ordförande.
2013 vann Johanna Lakso och Olivia Linander, sekreterare, WWF:s pris Årets miljöhjälte för sitt arbete med Push Sverige. Från 2016 till 2018 var Ahmed Al-Qassam, klimat- och miljöstrateg och poddare på Miljöpodden, ordförande för föreningen.

## Verksamhet
2012-2014 arrangerade föreningen kampanjen Klimatskriket tillsammans med Fältbiologerna. Kampanjen anordnade "skrik" i olika delar av världen, främst i Sverige, bl.a. under Klimatriksdag 2014, för att sprida kännedom om hotet mot klimatet. Föreningen är även med och driver Klimatuppdragen som syftar till att underlätta för alla att bidra till ett bättre klimat.
2015 arrangerade föreningen föreläsningar, seminarier och panelsamtal i fem svenska städer under namnet Klimatförvirring inför Förenta nationernas klimatkonferens i Paris 2015. Sedan 2015 har föreningen även deltagit som observatörer vid FN:s klimatkonferenser. 
Den 15 september 2016 lämnade medlemmar ur föreningen, tillsammans med medlemmar ur Fältbiologerna och 176 privatpersoner, in en stämningsansökan mot svenska staten i det s.k. Magnoliamålet. Man ansåg att försäljningen av det statliga företaget Vattenfalls brunkol var otillåtligt gentemot flera av Sveriges åtaganden internationellt. I juli 2017 meddelade Stockholms tingsrätt att de inte tar upp målet till prövning då det "… kan konstateras att kärandenas talan inte innebär att de på ett oförsvarligt sätt utsatts för konkret livsfara eller att det överhuvudtaget uppkommit några konkreta skadeverkningar.
Sedan 2021 arrangerar organisationen PUSH-akademin, en ledarskapskurs som ämnar engagera ungdomar i klimatpolitiken även om de tidigare inte känt sig representerade av miljörörelsen eller hittat en plats där de kunnat göra sin röst hörd.
Push Sverige är en officiell observatörsorganisation på FN:s klimatkonferenser där Push tar en aktiv roll och är aktiva i internationella nätverk som CAN, YOUNGO och SDSN Youth. Idag är Push den enda svenska ungdomsorganisationen med ackreditering till UNFCCC. 

### Ordförandelängd
- Johanna Lakso, 2013–2014
- Johline Lindholm, 2014–2015
- Ahmed Al-Qassam, 2016–2018
- Alice Andersson, 2018–2019
- Robin Holmberg, 2019–2022
- Daniella Andersson, 2023–2024
- Nora Svensson Hahr, 2024–